# Sava Babić
Sava Babić (Сaвa Бaбић) (Palics, 1934. január 27. – Belgrád, 2012. november 23.) szerb író, költő, műfordító, egyetemi tanár.

## Életrajz
Sava Babić szülei Hercegovinából érkeztek a Vajdaságba.
 1941 őszétől magyar nyelvű iskolába járt. A nyolcosztályos gimnáziumot Szabadkán végezte. 1953-ban érettségizett, majd a belgrádi egyetem Bölcsészettudományi karán jugoszláv irodalmat tanult.
 Több könyvkiadónál és kulturális intézménynél dolgozott.
 1974-től az újvidéki Egyetemen, majd a belgrádi Egyetemen tanított, ahol 1993-ban létrehozta a Magyar Nyelv és Irodalom tanszéket, melynek 1999-ig, nyugdíjazásáig vezetője volt.
 2007. május 24-én megkapta a Magyar Köztársaság Arany Érdemkereszt kitüntetését.

## Irodalmi működése
Saját művei mellett több mint száz magyar művet fordított szerbre.
Első fordítása Cseres Tibor: Hideg napok című regénye volt.
 Szerbre fordította többek között Petőfi Sándor, Örkény István, Hubay Miklós, Illyés Gyula, Déry Tibor, Krúdy Gyula, Eörsi István, Sánta Ferenc, Csáth Géza, Kosztolányi Dezső, Göncz Árpád, Oravecz Imre, Weöres Sándor, Bodor Ádám, Szabó Lajos, Tolnai Ottó, Esterházy Péter műveit.
 Hamvas Béla minden ismert művét lefordította. Néhány Hamvas-mű úgy jelent meg szerbül, hogy magyar nyelven a művet még nem adták ki.
Meg nem jelent, friss fordításai közül kiemelendők Madách Imre és Márai Sándor művei. 

## Forrás
Fenyvesi Ottó: Sava Babić Balatonfüred város díszpolgára, 2005

## Művek
- Na dlanu (A tenyérben), Szabadka, Osvit Kiadó, 1971
- Neuspeo pokušaj de se tarabe obore (Sikertelen kísérlet a kerítés ledöntésére), Stražilovo sorozat, Újvidék, 1978
- U senci knjige (A könyv árnyékában,) Stražilovo sorozat, Újvidék, 1981
- Kako smo prevodili Petefija (Hogyan fordítottuk Petőfit), Matica Srepska Kiadó, Újvidék, 1985
- Razabrati u pletivu (Szétválasztani a fonatot), Újvidéki Íróközösség, Újvidék, 1986
- Preveseji (Fátylak), Institut za južnoslovenske jezike, Újvidék, 1989
- Ljubavni jadi mladog filozofa Djerda Lukača (A fiatal filozófus, Lukács György, szerelmi bánatai), Tvoračka radionica, Belgrád, 1990
- Pet više pet (Öt meg öt), Dnevnik Kiadó, Újvidék, 1990
- Mađarska Civilizacija (Magyar civilizáció), Centar za geopoetiku, Belgrád, 1996
- Bokorje Danila Kiša (Danilo Kiš munkássága), Umetnička Radionica, Magyarkanizsa, 1998
- Granice isčezavarju, zar ne? (A határok eltűnnek, ugye?), Slobodan Mašic Kiadó, Belgrád, 1999
- Hamvas hárs, Művészetek háza, Veszprém, 1999
- Milorad Pavić mora pričati priče (Milorad Pavićnak van arra, hogy történeteket meséljen), a szerző egypéldányos kiadása, Belgrád, 1999
- Milorad Pavić mora pričati priče (Milorad Pavićnak van arra, hogy történeteket meséljen), Stylos kiadó, Újvidék, 2000
- Harmoniǰa i disharmoniǰa Petera Esterhazyǰa; Prometeǰ, Novi Sad, 2007
- Radionica i argumentum. Između originala i prevoda; zEtna, Zenta, 2007 (Altus3, 5.)
- Mađarska civilizaciǰa. Uvod u hungarologiǰu; 2. bőv. kiad.; Zavod za kulturu vojvođanskih Mađara, Zenta, 2009
- Moǰe novele. Antologiǰa mađarske novele; vál., ford. Sava Babić; Prometeǰ, Novi Sad, 2009
- Granice iščezavaǰu, zar ne? Autografski roman o recepciǰi Bele Hamvaša u srpskoǰ, potom i u mađarskoǰ kn̂iževnosti i kulturi, pa i u svetu; szerk. Sava Babić; Službeni glasnik, Beograd, 2012
- Knjiga o Danilu; Tardis, Beograd, 2012 (Biblioteka Akubza)

## Fordítások
- Bán Imre, Barta János, Czine Mihály: A magyar irodalom története (1976)
- Bodor Ádám: Sinistra-körzet (2000)
- Csáth Géza: Novellák és napló (1991)
- Cseres Tibor: Hideg napok (1966)
- Déry Tibor: Szerelem (1979)
- Déry Tibor: Kedves bópeer! (1989)
- Déry Tibor: Félfülű (1991)
- Eörsi István: Fogadás (1986)
- Eörsi István: Kihallgatás (1987)
- Eörsi István: Keringő a valósággal (1989)
- Eörsi István: Emlékezés a régi szép időkre (1990)
- Esterházy Péter: Hrabal könyve
- Esterházy Péter: A halacska csodálatos élete (2002)
- Esterházy Péter: Harmonia Caelestis (2003)
- Fehér Kálmán: Januári borostyán (1974)
- Fehér Kálmán: Pannónia (1984)
- Gál László: Mégis (1974)
- Göncz Árpád: Elbeszélések és drámák (1992)
- Hamvas Béla: Hyperion (1993)
- Hamvas Béla: Scientia sacra I. (1994)
- Hamvas Béla: Patmosz I-III (1994)
- Hamvas Béla: Gond az életről (Babérligetkönyv, Világválság, Száz könyv, A bor filozófiája, Titkos jegyzőkönyv, Unicornis) (1994)
- Hamvas Béla: Silentium (1994)
- Hamvas Béla: Ugyanis (1994)
- Hamvas Béla: Haxakümenion (1994)
- Hamvas Béla: Mágia szutra (1995)
- Hamvas Béla: Arkhai (1996)
- Hamvas Béla: Óda a XX. századhoz (1996)
- Hamvas Béla: Tabula smaragdina (1996)
- Hamvas Béla: A láthatatlan történet (1996)
- Hamvas Béla: Regényelméleti fragmentum (1996)
- Hamvas Béla: Az öt géniusz (1996)
- Hamvas Béla: Szilveszter (1996)
- Hamvas Béla: Szarepta (1999)
- Hamvas Béla: Scientia sacra I-II (1999)
- Hamvas Béla: Karnevál I-III (1999)
- Hamvas Béla: Karnevál IV-VIII (2000)
- Hamvas Béla: A bor filozófiája (2000)
- Hamvas Béla: Bizonyos tekintetben (2000)
- Hamvas Béla: Ugyanis (2000)
- Hamvas Béla: Szilveszter (2000)
- Hamvas Béla: Anthologia humana (2001)
- Hamvas Béla: Reći i damari (Válogatás Hamvas bölcseletéből) (2002)
- Heller Ágnes: Szilveszteri symposion (1986)
- Hubay Miklós: Analízis (1975)
- Illyés Gyula: Ditirambus a nőkhöz (1975)
- Illyés Gyula: Kháron ladikján (1988)
- Kopeczky László: A ház (1971)
- Kosztolányi Dezső: Esti Kornél (1999)
- Kőszegi Lajos: Ne légy távol!(2001)
- Lukács György: A modern dráma fejlődésének története (1978)
- Lukács György: Ifjúkori művek (1982)
- Lukács György: Intim dráma (1985)
- Lukács György-Eörsi István: Életrajz magnószalagon (1986)
- Majtényi Mihály: A száműzött (1975)
- Majtényi Mihály: Élő víz (1975)
- Oravecz Imre: Halászóember (2000)
- Örkény István: Macskajáték (1973)
- Pap József: Sebzett szárny (1975)
- Popper Leó: Esszék és kritikák (1989)
- Róheim Géza: Csurunga népe (1994)
- Sáfrány Imre: Menetelés (1971)
- Sánta Ferenc: Ötödik pecsét (1988)
- Szabó Lajos: Theocentrikus logika (1999)
- Szeli István: Székács József és műve (1986)
- Tolnai Ottó: Versek (1990)
- Weöres Sándor: A teljesség felé (2000)
- Szerelem magyar módra (Magyar elbeszélések, 1998)
- Az ember, az asszony és a bűn (Magyar írók biblikus írásai, 2000)